# 2016년 미국 대통령 선거에 대한 러시아의 개입
2016년 미국 대통령 선거에서 미국 공화당의 도널드 트럼프 후보를 당선시키기 위해에 러시아가 사이버 공격이나 SNS를 이용하여 일종의 여론 공작 또는 선거 방해를 했다는 여러 의혹이나 사실이 있다.
상트페테르부르크에 기반을 둔 인터넷 리서치 에이전시는 급진적인 정치 단체를 지원하는 미국인으로 추정되는 수천 개의 소셜 미디어 계정을 만들었으며 트럼프와 클린턴을 지지하는 사건을 계획하거나 홍보했다. 그들은 2013년과 2017년 사이에 수백만 명의 소셜 미디어 사용자가 되었다. 가공된 기사와 정보는 러시아 정부가 통제하는 미디어에서 확산되어 소셜 미디어에서 홍보되었다. 또한 러시아 정보총국 (GRU)과 제휴한 컴퓨터 해커는 민주당 의회 캠페인 위원회인 민주당 전국위원회 (DNC)의 정보 시스템에 침투했다.
러시아의 간섭 활동은 미국 정보 기관의 강력한 성명을 촉발시켰으며, 당시 버락 오바마 미국 대통령이 블라디미르 푸틴 러시아 대통령에게 직접 경고하고, 러시아에 대한 경제 제재, 러시아 외교 시설 폐쇄를 하였다.